# NGC 5861
إن جي سي 5861 هيَ مجرة حلزونية متوسطة تتواجد في كوكبة الميزان.